# Fosieby
Fosieby is een deelgebied (Delområde) in het stadsdeel Fosie van de Zweedse stad Malmö. De wijk telt 73 inwoners (2013) en heeft een oppervlakte van 0,30 km². De wijk bevat vijf huizen: drie huizen staan in de omgeving van de school en twee huizen staan rond de Fosie kyrka.
Aan de spoorlijn zijn diverse bedrijven gevestigd. Aan de andere kant van de spoorlijn ligt Fosieby industriområde. Het treinstation is omstreeks 1980 afgebrand.